# Notranjska

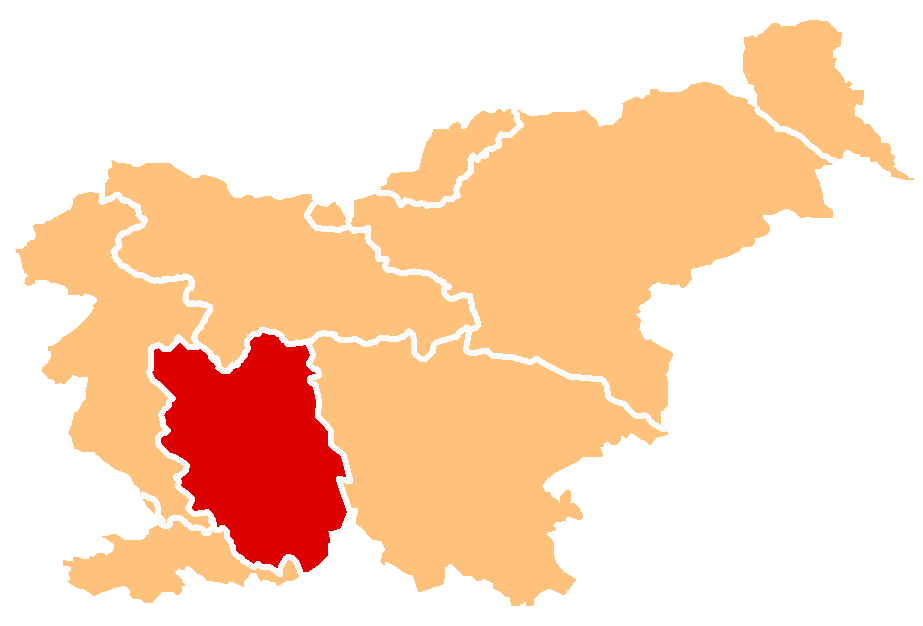
Locatie van Notranjska in Slovenië

Notranjska (Duits: Innerkrain) is een historische regio in het noorden van Slovenië. Notranjska was een onderdeel van het Oostenrijkse kroonland Krain.
Het traditionele centrum van de Notranjska is Postojna.